# 오시리스 신화

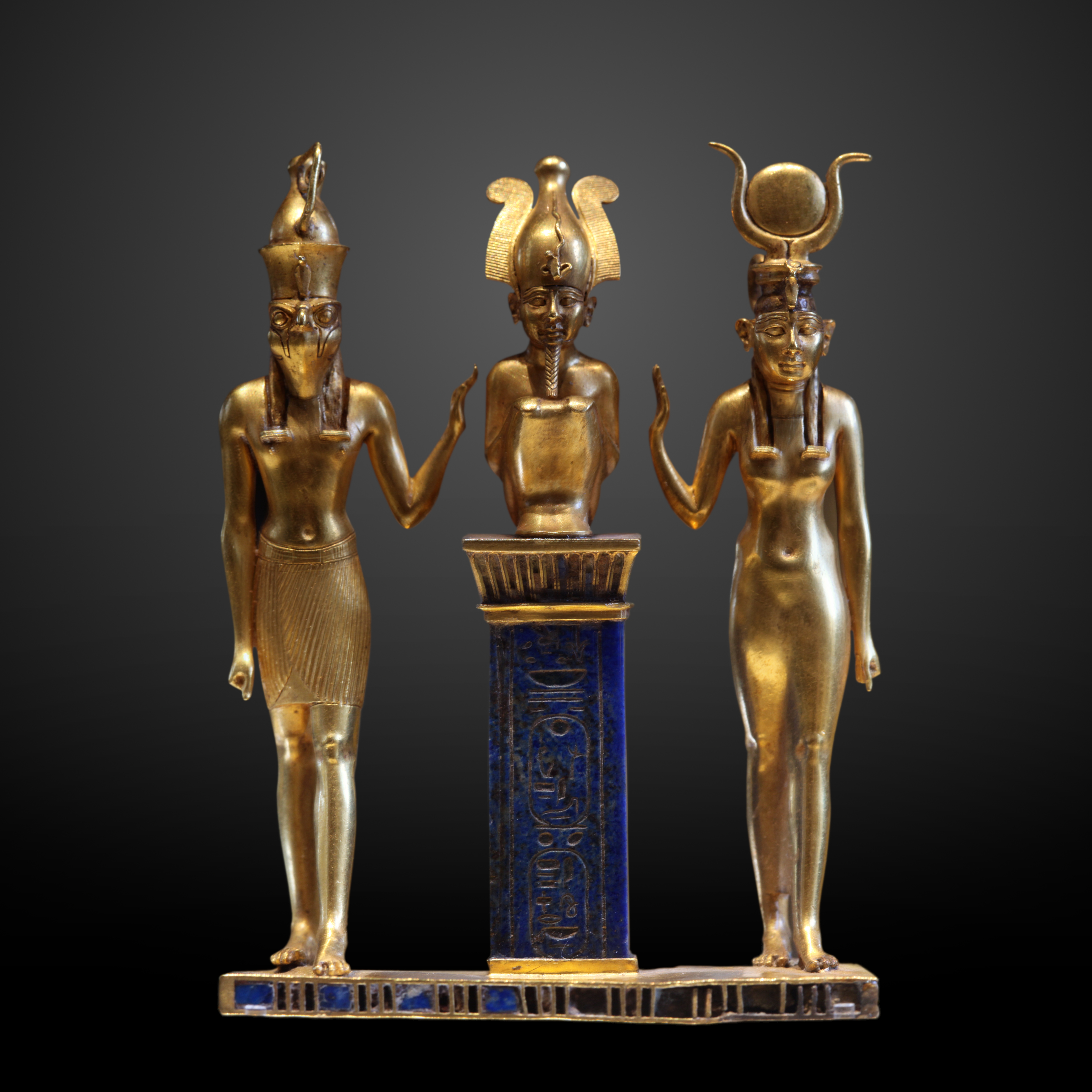
오시리스 신화의 주인공들인 오시리스 가족. 이집트 제22왕조 조각상에서 오시리스는 중앙의 청금석 기둥 위에 묘사되어 있으며, 왼쪽에는 호루스, 오른쪽에는 이시스가 양쪽에 서 있다.

오시리스 신화는 고대 이집트 신화에서 가장 정교하고 영향력 있는 이야기이다. 이집트의 원시 군주였던 오시리스 신이 살해당하고 그에 따른 결과에 대한 내용이다. 오시리스를 살해한 그의 형제 세트는 왕위를 찬탈한다. 한편, 오시리스의 아내 이시스는 남편의 시신을 되살려 사후에 아들 호루스를 잉태하게 한다. 이야기의 나머지 부분은 이시스와 오시리스의 결합으로 태어난 호루스에 초점을 맞추는데, 호루스는 처음에는 어머니의 보호를 받는 연약한 아이였다가 이후 세트의 왕위 계승 라이벌이 된다. 그들의 종종 폭력적인 갈등은 호루스의 승리로 끝나고, 이로써 세트의 부당한 통치 이후 이집트에 마트(우주적, 사회적 질서)가 회복되며 오시리스의 부활 과정이 완료된다.
이 신화는 복잡한 상징을 담고 있으며, 고대 이집트의 왕권 및 왕위 계승, 질서와 혼돈 간의 갈등, 특히 죽음과 사후세계에 대한 개념에 필수적이다. 또한 이 신화의 중심에 있는 네 신 각각의 본질적인 특징을 표현하며, 고대 이집트 종교에서의 많은 숭배 요소들이 이 신화에서 파생되었다.
오시리스 신화는 기원전 24세기 또는 그 이전에 기본 형태를 갖추었다. 많은 요소들이 종교적 사상에서 비롯되었지만, 호루스와 세트 간의 싸움은 선왕조 시대 또는 초기 왕조 시대의 지역적 갈등에서 부분적으로 영감을 받았을 수도 있다. 학자들은 이 이야기를 탄생시킨 사건의 정확한 본질을 밝히려 노력했지만, 명확한 결론에 도달하지 못했다.
이 신화의 일부는 이집트 문서의 다양한 형태, 즉 장례 문서와 마법 주문에서 단편 소설에 이르기까지 폭넓게 나타난다. 따라서 이 이야기는 다른 어떤 고대 이집트 신화보다 더 상세하고 일관성이 있다. 하지만 이집트의 어떤 자료도 신화 전체를 완벽하게 서술하지 않으며, 자료마다 사건의 내용이 크게 다르다. 고대 그리스와 고대 로마 문헌, 특히 플루타르코스의 이시스와 오시리스에 대하여는 더 많은 정보를 제공하지만, 항상 이집트의 믿음을 정확하게 반영하지 않을 수도 있다. 이러한 문헌들을 통해 오시리스 신화는 대부분의 고대 이집트 믿음이 사라진 후에도 계속 전해졌고, 오늘날에도 여전히 잘 알려져 있다.

## 출전
오시리스 신화는 고대 이집트 종교에 깊은 영향을 미쳤고 평범한 사람들 사이에서 인기가 많았다. 이러한 인기의 한 가지 이유는 이 신화의 주요 종교적 의미에 있는데, 이는 모든 죽은 사람이 즐거운 사후세계에 도달할 수 있다는 것을 암시한다. 또 다른 이유는 대부분의 이집트 신화와 달리 등장인물과 그들의 감정이 실제 사람들의 삶을 더 연상시켜 일반 대중에게 더욱 매력적으로 다가왔기 때문이다. 특히 이집트학자 J. 그윈 그리피스는 오시리스, 이시스, 호루스 간의 관계에서 이 신화가 "강한 가족 충성심과 헌신감"을 전달한다고 말한다.
이처럼 널리 퍼진 인기로 인해, 이 신화는 다른 어떤 신화보다 더 많은 고대 문헌에 등장하며 이집트 문학의 매우 다양한 형태로 나타난다. 이러한 자료들은 또한 이례적으로 많은 세부 정보를 제공한다. 고대 이집트 신화는 단편적이고 모호하다. 신화 속에 담긴 종교적 비유가 일관된 서술보다 더 중요했기 때문이다. 신화 또는 그 단편을 포함하는 각 문헌은 특정 목적에 맞게 신화를 각색할 수 있으므로, 다른 문헌들은 서로 모순되는 사건들을 포함할 수 있다. 오시리스 신화가 이처럼 다양한 방식으로 사용되었기 때문에, 각 버전들은 종종 서로 상충된다. 그럼에도 불구하고, 단편적인 버전들을 모두 합치면 대부분의 이집트 신화보다 더 응집력 있는 이야기와 유사하게 된다.

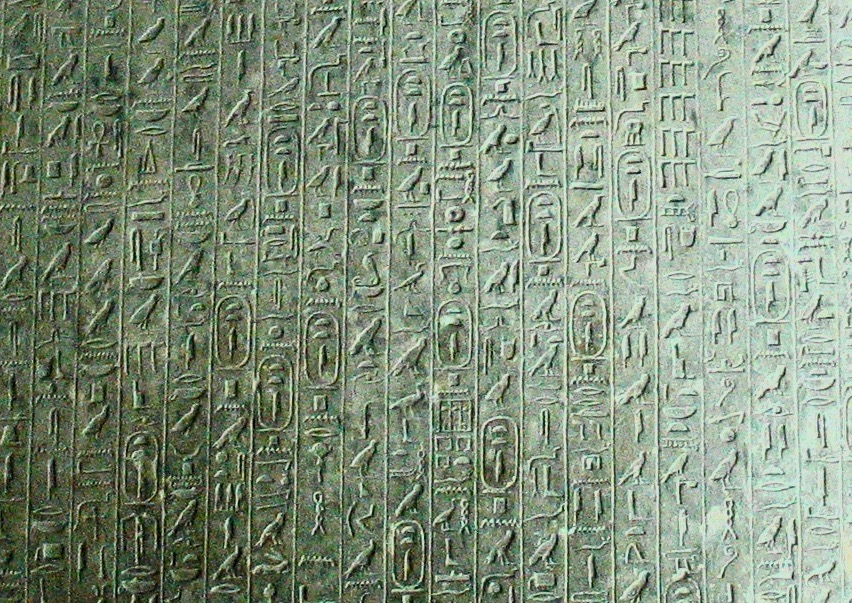
테티의 피라미드에 있는 피라미드 텍스트

오시리스가 사적인 무덤에 더 일찍 등장하긴 하지만, 오시리스 신화에 대한 가장 초기의 언급은 피라미드 텍스트에 나타난다. 이집트 최초의 장례 문서인 피라미드 텍스트는 기원전 24세기 이집트 제5왕조 말기 피라미드 내부의 매장실 벽에 새겨졌다. 이 텍스트들은 서로 다른 주문 또는 "발언"으로 구성되어 있으며, 그보다 더 이른 시대로 거슬러 올라가는 것으로 추정되는 사상들을 담고 있다. 이 텍스트들은 피라미드에 묻힌 파라오의 사후세계와 관련되어 있으므로, 왕권 및 사후세계와 깊이 연관된 오시리스 신화를 자주 언급한다. 오시리스의 죽음과 부활, 호루스와 세트 간의 갈등과 같은 이야기의 주요 요소들이 피라미드 텍스트의 발언에 나타난다. 이집트 중왕국 (기원전 2055–1650년경)의 관구문, 이집트 신왕국 (기원전 1550–1070년경)의 사자의 서와 같이 후대에 쓰인 장례 문서들도 이 신화의 요소들을 포함한다.
다른 종류의 종교 문서들도 이 신화에 대한 증거를 제공한다. 예를 들어, 이집트 중왕국 시대의 두 문서인 람세움 극장 파피루스와 이케르노프레트 석비가 있다. 파피루스는 세누스레트 1세의 대관식을 묘사하고, 석비는 매년 열리는 코이아크 축제의 사건들을 암시한다. 이 두 축제의 의식들은 오시리스 신화의 요소들을 재현했다. 고대 이집트 신화 중 가장 완전한 기록은 이집트 제18왕조 (기원전 1550–1292년경)의 비문인 "오시리스를 위한 위대한 찬가"로, 전체 이야기의 일반적인 윤곽을 제공하지만 세부 사항은 거의 포함하지 않는다. 또 다른 중요한 자료는 오시리스의 죽음과 호루스-세트 분쟁의 해결을 포함하는 종교적 서술인 멤피스 신학이다. 이 서술은 오시리스와 호루스가 상징하는 왕권을 멤피스 (이집트)의 창조신 프타와 연결한다. 이 텍스트는 오랫동안 이집트 고왕국 (기원전 2686–2181년경)으로 거슬러 올라가는 것으로 여겨졌고, 신화 발전의 초기 단계에 대한 정보를 제공하는 자료로 취급되었다. 그러나 1970년대 이후 이집트학자들은 이 텍스트가 아무리 빨라도 신왕국 시대의 것이라고 결론 내렸다.
오시리스를 기리는 의식들도 중요한 정보원이다. 이 문서들 중 일부는 신전 벽에 새겨져 있으며, 이집트 신왕국 시대, 프톨레마이오스 왕국 시대(기원전 323–30년), 또는 로마 시대(기원전 30년–기원후 4세기)의 것이다. 이 후기 의식 문서들 중 일부는 이시스와 네프티스가 그들의 형제의 죽음을 애도하는 내용을 담고 있으며, 장례 문서로 각색되었다. 이 문서들에서 여신들의 간청은 오시리스—그리고 망자—를 다시 살게 하기 위함이었다.
모든 계층의 이집트인들이 사용했던 마법 치유 주문은 신화의 중요한 부분에 대한 출처이다. 이 부분에서는 호루스가 독에 중독되거나 다른 방식으로 병에 걸리고, 이시스가 그를 치유한다. 이 주문들은 환자를 호루스와 동일시하여 그가 여신의 노력으로 혜택을 받을 수 있도록 한다. 이 주문들은 치유 의식에 대한 지침으로 사용되는 파피루스 사본과, 치푸스라고 불리는 특수한 유형의 새겨진 석비에서 알려져 있다. 치유를 원하는 사람들은 이 치푸스 위에 물을 부었는데, 이 행위가 텍스트에 담긴 치유력을 물에 부여한다고 믿었으며, 그런 다음 물을 마셔서 병을 치료하기를 희망했다. 위험에 처한 아이를 마법으로 보호하는 주제는 이집트 중왕국 시대의 새겨진 의식용 지팡이에서도 나타나는데, 이는 이 주제를 오시리스 신화와 구체적으로 연결하는 더 상세한 치유 주문보다 수세기 앞서 제작되었다.
신화의 에피소드들은 오락 목적으로 쓰였을 수도 있는 문헌에도 기록되었다. 이 문헌들 중 가장 중요한 것은 이집트 제20왕조 (기원전 1190–1070년경) 시대의 호루스와 세트의 싸움으로, 두 신 사이의 싸움에 대한 여러 에피소드를 유머러스하게 재구성한 것이다. 이집트학자 도널드 B. 레드퍼드가 말했듯이, 이 문헌은 관련된 신들을 생생하게 묘사한다. "호루스는 육체적으로 약하지만 영리한 퍽 같은 인물로, 세트는 지능이 제한된 강한 익살꾼으로, 레-호라크티[라 (이집트 신화)]는 편견이 있고 퉁명스러운 판사로, 오시리스는 신랄한 혀를 가진 명확한 심술궂은 사람으로 나타난다." 이러한 비정형적인 성격에도 불구하고, "싸움"은 신성한 갈등에서 가장 오래된 에피소드들을 많이 포함하고 있으며, 많은 사건들이 훨씬 후대의 기록과 동일한 순서로 나타나, 이야기가 쓰여질 당시 전통적인 사건 순서가 형성되고 있었음을 시사한다.
이집트 종교가 후기에 접어들었을 때, 고대 그리스와 고대 로마의 작가들은 오시리스 신화의 많은 부분을 기록했다. 헤로도토스는 기원전 5세기에 그의 역사에서 이집트를 묘사하며 신화의 일부를 언급했고, 4세기 후 디오도로스 시켈로스는 비블리오테카 히스토리카에서 신화의 요약을 제공했다. 기원후 2세기 초, 플루타르코스는 이집트 종교적 신념에 대한 분석서인 이시스와 오시리스에 대하여에서 이 신화에 대한 가장 완벽한 고대 기록을 썼다. 플루타르코스의 신화 기록은 현대 대중 서적에서 가장 자주 재인용되는 버전이다. 이러한 고전 작가들의 글은 이집트 신념에 대한 왜곡된 시각을 제공할 수 있다. 예를 들어, 『이시스와 오시리스에 대하여』는 다양한 그리스 철학의 영향을 받은 이집트 신념에 대한 많은 해석을 포함하며, 신화에 대한 그 설명은 이집트 전통에서 알려진 바 없는 부분들을 포함한다. 그리피스는 이 설명의 여러 요소가 그리스 신화에서 차용되었으며, 전체 작품이 이집트 자료에 직접 기반을 두지 않았다고 결론지었다. 반면에 그의 동료 존 베인스는 신전들이 나중에 사라진 신화에 대한 기록을 보관했을 수도 있으며, 플루타르코스가 그러한 자료들을 활용하여 자신의 서술을 작성했을 수 있다고 말한다.

## 줄거리

### 오시리스의 죽음과 부활
이야기의 시작에서 오시리스는 세상을 창조한 라나 아툼으로 거슬러 올라가는 조상들로부터 왕권을 물려받아 이집트를 통치한다. 그의 왕비는 이시스이며, 이시스는 오시리스와 그를 살해한 세트와 함께 대지의 신 게브와 하늘의 여신 누트의 자녀이다. 오시리스의 통치에 대한 정보는 이집트 자료에 거의 나타나지 않으며, 그의 죽음과 그 이후의 사건들에 초점이 맞춰져 있다. 오시리스는 생명을 주는 힘, 의로운 왕권, 그리고 고대 이집트 문화에서 기본적인 목표였던 이상적인 자연 질서인 마트의 통치와 연결된다. 세트는 폭력과 혼돈과 밀접하게 연관되어 있다. 따라서 오시리스의 살해는 질서와 혼돈 사이의 싸움, 그리고 죽음으로 인한 생명의 파괴를 상징한다.
신화의 일부 버전에서는 세트가 오시리스를 죽인 동기를 제공한다. 피라미드 텍스트의 한 주문에 따르면, 세트는 오시리스가 자신을 발로 찬 것에 대한 복수를 하는 것이고, 후기 시대의 텍스트에서는 세트의 불만이 오시리스가 세트의 배우자이자 게브와 누트의 네 번째 자녀인 네프티스와 성관계를 가졌다는 것이다. 살해 자체는 자주 암시되지만, 명확하게 묘사되지는 않는다. 이집트인들은 쓰여진 단어가 현실에 영향을 미칠 수 있다고 믿었기 때문에 오시리스의 죽음과 같은 극히 부정적인 사건에 대해 직접적으로 쓰는 것을 피했다. 때로는 그에 대한 대부분의 전통이 그가 살해당했음을 분명히 함에도 불구하고 그의 죽음을 전면 부인하기도 했다. 어떤 경우에는 텍스트들이 세트가 악어나 황소와 같은 야생 동물의 형태로 오시리스를 죽였다고 암시하며, 다른 경우에는 오시리스의 시체가 물에 던져졌거나 익사했다고 암시한다. 후자의 전통은 나일강에서 익사한 사람들이 신성하다는 이집트인의 믿음의 기원이 된다. 심지어 희생자의 신원도 다를 수 있는데, 때로는 호루스의 나이든 형태인 하로에리스 신이 세트에게 살해당하고, 그 다음 이시스에게서 태어난 하로에리스의 아들인 또 다른 형태의 호루스에 의해 복수되기도 한다.
이집트 신왕국 시대 말기에 이르러, 세트가 오시리스의 몸을 조각조각 잘라 이집트 전역에 흩뿌렸다는 전통이 발전했다. 전국 각지의 오시리스 숭배 중심지들은 그 시체 또는 특정 조각들이 그들 근처에서 발견되었다고 주장했다. 해체된 조각들의 수는 마흔두 개에 달할 수 있다고 하며, 각 조각은 이집트의 마흔두 주 또는 지방 중 하나와 동일시되었다. 이처럼 왕권의 신은 자신의 왕국의 구현체가 된다.

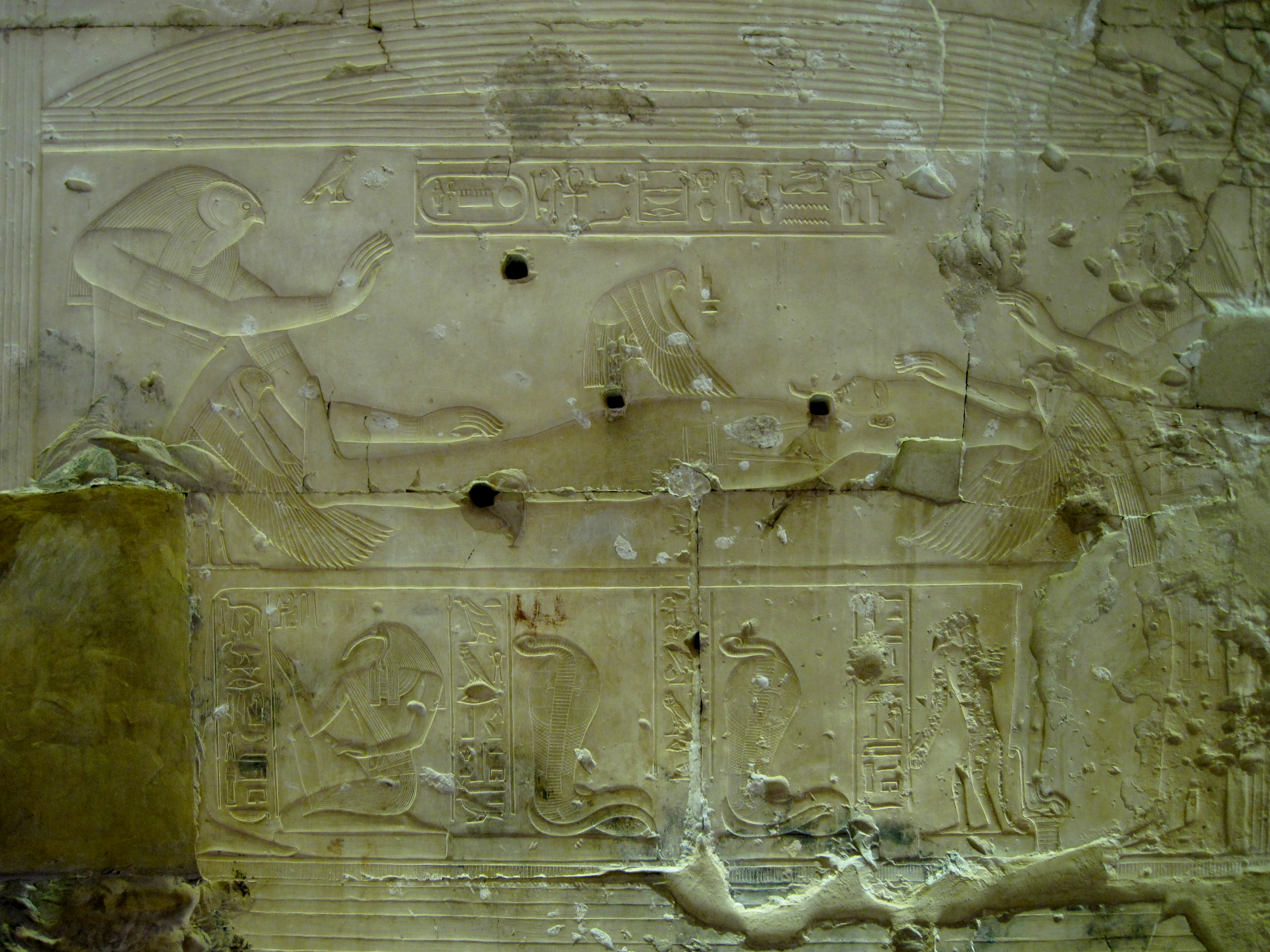
새의 형태로 변한 이시스가 죽은 오시리스와 교접한다. 양쪽에는 아직 태어나지 않은 호루스와 인간 형태의 이시스가 있다.

오시리스의 죽음은 공위시대 또는 세트가 왕위를 차지하는 시기로 이어진다. 한편, 이시스는 네프티스의 도움을 받아 남편의 시신을 찾는다. 오시리스를 찾거나 애도할 때, 두 여신은 종종 매나 솔개에 비유된다. 이는 아마도 솔개가 먹이를 찾아 멀리 이동하기 때문이거나, 이집트인들이 그들의 애절한 울음소리를 슬픔의 울음과 연관시켰기 때문이거나, 또는 여신들이 종종 매로 묘사되는 호루스와 관련되어 있기 때문일 수 있다. 이집트 신왕국 시대에 오시리스의 죽음과 재생이 이집트를 비옥하게 하는 연간 나일강 홍수와 연관되면서, 나일강의 물은 이시스의 애도의 눈물 또는 오시리스의 체액과 동일시되었다. 오시리스는 이처럼 강물의 생명을 주는 신성한 힘과 홍수 후에 자라나는 식물들을 상징하게 되었다.

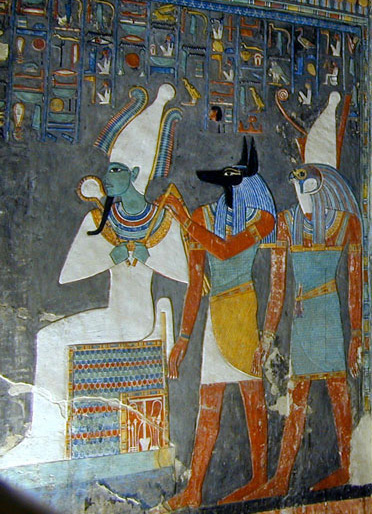
왕가의 계곡에 있는 호렘헤브의 무덤(KV57)에 함께 묘사된 신들 오시리스, 아누비스, 호루스.

여신들은 토트(위대한 마법 및 치유 능력을 지닌 신)와 아누비스(미라와 장례 의식의 신)를 포함한 다른 신들의 도움을 받아 오시리스의 시신을 찾아 복원한다. 오시리스는 최초의 미라가 되며, 그의 몸을 복원하려는 신들의 노력은 죽음 이후의 부패를 막고 되돌리려는 이집트 미라화 관습의 신화적 근거가 된다. 이 이야기 부분은 종종 세트나 그의 추종자들이 시신을 손상시키려 하고, 이시스와 그의 동맹들이 시신을 보호해야 하는 에피소드들로 확장된다. 오시리스가 온전해지자, 이시스는 그의 아들이자 정당한 후계자인 호루스를 잉태한다. 관구문의 한 모호한 주문은 이시스가 번개 섬광에 의해 임신되었다고 암시할 수 있으며, 다른 자료에서는 새 형태의 이시스가 날개로 오시리스의 몸에 숨결과 생명을 불어넣고 그와 교합한다. 오시리스의 소생은 영구적이지 않은 것으로 보이며, 이 이야기 이후에는 그는 두아트(죽은 자들의 멀고 신비한 영역)의 통치자로만 언급된다. 비록 그가 두아트에서만 살지만, 그와 그가 상징하는 왕권은 어떤 의미에서는 그의 아들에게서 다시 태어날 것이다.
신화의 이 부분에 주로 다루는 플루타르코스의 일관된 설명은 알려진 이집트 자료들과 많은 점에서 다르다. 세트는—플루타르코스는 이집트 신들의 그리스 이름을 사용하여 "티폰"이라고 언급한다—72명의 불특정한 공범자들과 고대 에티오피아(누비아)의 여왕과 함께 오시리스에 대한 음모를 꾸민다. 세트는 오시리스의 정확한 치수에 맞는 정교한 상자를 만들고, 연회에서 그 상자를 안에 들어가는 누구에게든 선물로 주겠다고 선언한다. 손님들은 차례로 관 안에 눕지만, 오시리스를 제외하고는 아무도 맞지 않는다. 그가 상자 안에 눕자, 세트와 그의 공범자들은 뚜껑을 닫고 밀봉한 다음 나일강에 던진다. 오시리스의 시신이 안에 든 상자는 바다로 떠내려가 비블로스 시에 도착하고, 그곳에서 나무가 그 주위에 자란다. 비블로스 왕은 그 나무를 베어 자신의 궁전 기둥으로 만들고, 상자는 여전히 그 안에 남아 있었다. 이시스는 남편의 시신을 되찾기 위해 나무 안에서 상자를 꺼내야 한다. 상자를 가져간 후, 그녀는 나무를 비블로스에 남겨두었고, 그곳은 현지인들의 숭배 대상이 되었다. 이 에피소드는 이집트 자료에서는 알려지지 않았지만, 플루타르코스 시대와 아마도 이집트 신왕국 시대만큼 일찍 비블로스에 존재했던 이시스와 오시리스의 숭배에 대한 기원론적 설명을 제공한다.
플루타르코스는 또한 세트가 이시스가 시체를 회수한 후에야 그 시체를 훔쳐 조각냈다고 말한다. 이시스는 남편의 시신 조각들을 찾아서 매장하지만, 강에서 물고기들이 먹어버린 남근은 마법으로 재건해야 했다. 플루타르코스에 따르면, 이것이 이집트인들이 물고기를 먹는 것을 금기시한 이유라고 한다. 그러나 이집트 기록에서는 오시리스의 남근이 온전하게 발견되며, 플루타르코스 이야기의 이 부분과 가장 유사한 사례는 오시리스 신화와 유사점을 보이는 이집트 신왕국 시대의 민담인 "두 형제의 이야기"에 있다.
플루타르코스의 설명에서 마지막 차이점은 호루스의 탄생이다. 아버지의 원수를 갚는 호루스의 형태는 오시리스가 죽기 전에 잉태되고 태어난다. 이는 오시리스와 이시스의 사후 결합에서 태어난 미숙하고 허약한 둘째 아이 하포크라테스이다. 여기서 이집트 전통에 존재하는 호루스의 두 가지 독립적인 형태가 플루타르코스 버전의 신화 내에서 각각 다른 위치를 부여받았다.

### 호루스의 탄생과 유년기

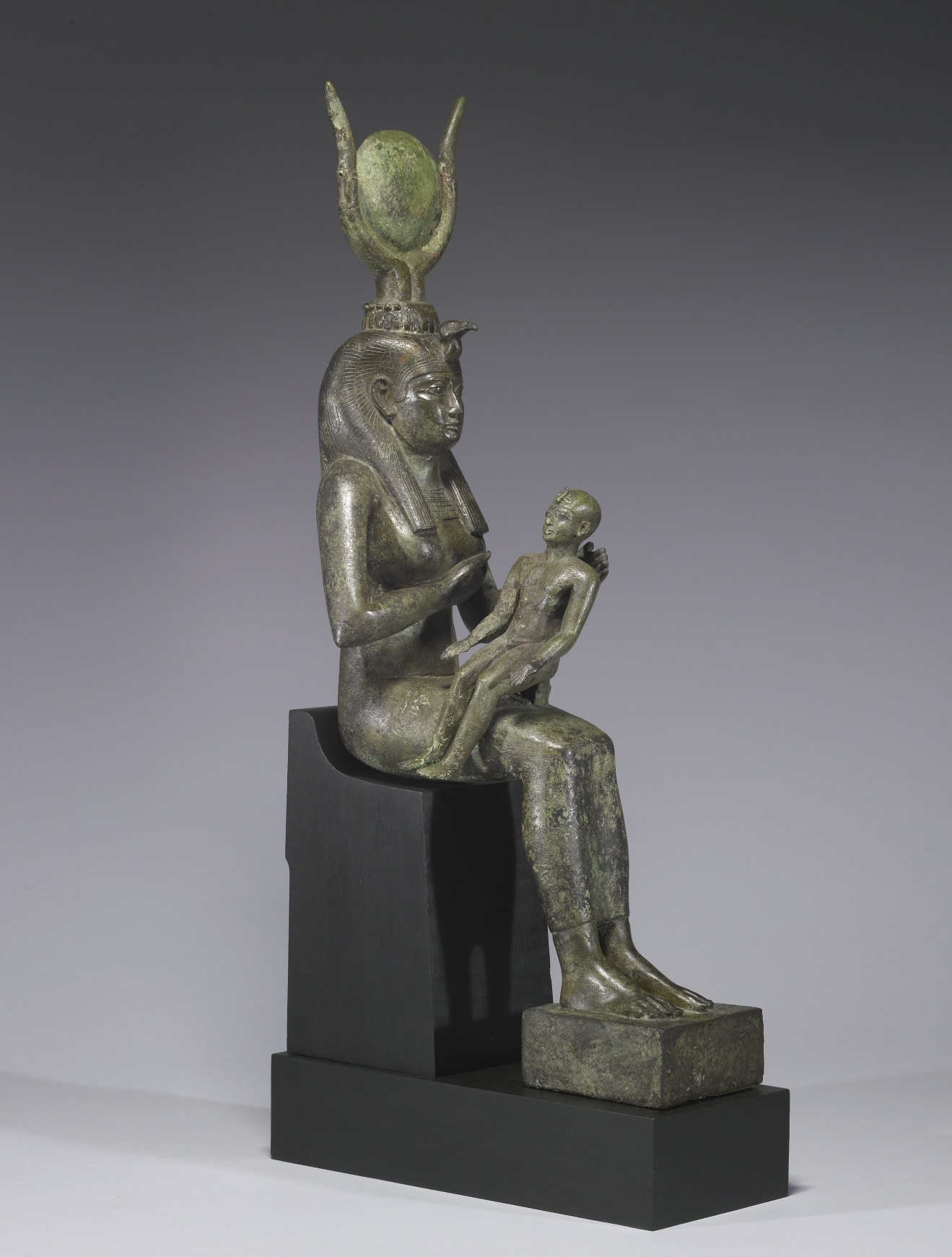
호루스에게 젖을 먹이는 이시스

이집트 기록에 따르면, 임신한 이시스는 아직 태어나지 않은 아이가 위협이 될 세트를 피해 나일강 삼각주의 파피루스 덤불 속에 숨는다. 이 장소는 이집트어로 "하이집트 왕의 파피루스 덤불"을 의미하는 아크-비티(Akh-bity)라고 불린다. 그리스 작가들은 이 장소를 케미스라고 부르며, 부토 시 근처에 있다고 기록했지만, 신화에서는 물리적인 위치보다는 은둔과 안전의 상징적인 장소로서의 본질이 더 중요하다. 이 덤불의 특별한 지위는 이집트 미술에서 자주 묘사되는 것으로 나타난다. 대부분의 이집트 신화 사건에서는 배경이 최소한으로 묘사되거나 그려진다. 이 덤불에서 이시스는 호루스를 낳고 키웠으며, 따라서 이곳은 "호루스의 둥지"라고도 불린다. 아기를 젖 먹이는 이시스의 모습은 이집트 미술에서 매우 흔한 모티프이다.
메테르니히 석비와 같은 후기 시대 문헌에는 이시스가 일반 인간들 사이를 여행하는 이야기가 나오는데, 그들은 이시스의 신분을 모른 채 그녀에게 도움을 청하기도 한다. 이는 이집트 신화에서 신과 인간이 보통 분리되어 있다는 점에서 또 다른 특이한 상황이다. 신화의 첫 번째 단계와 마찬가지로, 이시스는 종종 다른 신들의 도움을 받아 자신의 부재 중에 아들을 보호한다. 한 마법 주문에 따르면, 일곱 마리의 작은 전갈 신들이 이시스와 함께 여행하며 그녀가 호루스를 위해 도움을 구할 때 그를 보호한다. 심지어 그들은 이시스를 돕기를 거부한 부유한 여성에게 복수하여 그 여성의 아들을 쏘아 이시스가 무고한 아이를 치유해야 하는 상황을 만들기도 한다. 이 이야기는 가난한 사람이 부유한 사람보다 더 덕이 있을 수 있다는 도덕적 메시지를 전달하며, 이시스의 공정하고 자비로운 성품을 보여준다.
신화의 이 단계에서 호루스는 위험에 둘러싸인 연약한 아이다. 호루스의 어린 시절을 치유 주문의 근거로 사용하는 마법 문서들은 그에게 전갈 물림에서 단순한 복통에 이르기까지 다양한 질병을 부여하며, 각 주문이 치료하려는 질병에 맞춰 전통을 각색한다. 가장 흔하게는 어린 신이 뱀에 물렸는데, 이는 뱀 물림과 그로 인한 독에 대한 이집트인들의 두려움을 반영한다. 일부 문헌에서는 이러한 적대적인 생물들이 세트의 대리인이라고 지적한다. 이시스는 자신의 마법 능력으로 아들을 구하거나, 라나 게브와 같은 신들에게 간청하거나 위협하여 아들을 치료하게 할 수 있다. 이야기의 첫 부분에서 그녀가 원형적인 애도자였듯이, 호루스의 어린 시절 동안 그녀는 이상적인 헌신적인 어머니이다. 마법 치유 문서를 통해 그녀가 아들을 치유하려는 노력은 모든 환자를 치료하는 것으로 확장된다.

### 호루스와 세트의 갈등
신화의 다음 단계는 성인이 된 호루스가 이집트 왕위를 놓고 세트에게 도전하는 것으로 시작된다. 그들 사이의 경쟁은 종종 폭력적이지만, 누가 왕권을 상속해야 할지 결정하기 위해 엔네아드(이집트 신들의 모임) 앞에서 법적 판결로도 묘사된다. 이 재판의 재판관은 오시리스와 세트의 아버지로서 그들보다 먼저 왕위를 가졌던 게브일 수도 있고, 왕권의 기원자인 라나 아툼과 같은 창조신일 수도 있다. 다른 신들도 중요한 역할을 한다. 토트는 자주 분쟁의 중재자 또는 신성한 재판관의 조력자 역할을 하며, "싸움"에서는 이시스가 자신의 교활함과 마법의 힘을 이용해 아들을 돕는다.
호루스와 세트의 경쟁은 두 가지 상반된 방식으로 묘사된다. 두 가지 관점 모두 신화의 가장 초기 출전인 피라미드 텍스트에 이미 나타난다. 이 텍스트의 일부 주문에서는 호루스가 오시리스의 아들이자 세트의 조카이며, 오시리스의 살해가 갈등의 주요 동기이다. 다른 전통에서는 호루스와 세트를 형제로 묘사한다. 이러한 불일치는 이후의 많은 자료들에서도 지속되며, 같은 텍스트의 다른 시점에서 두 신이 형제이거나 삼촌과 조카로 불릴 수 있다.

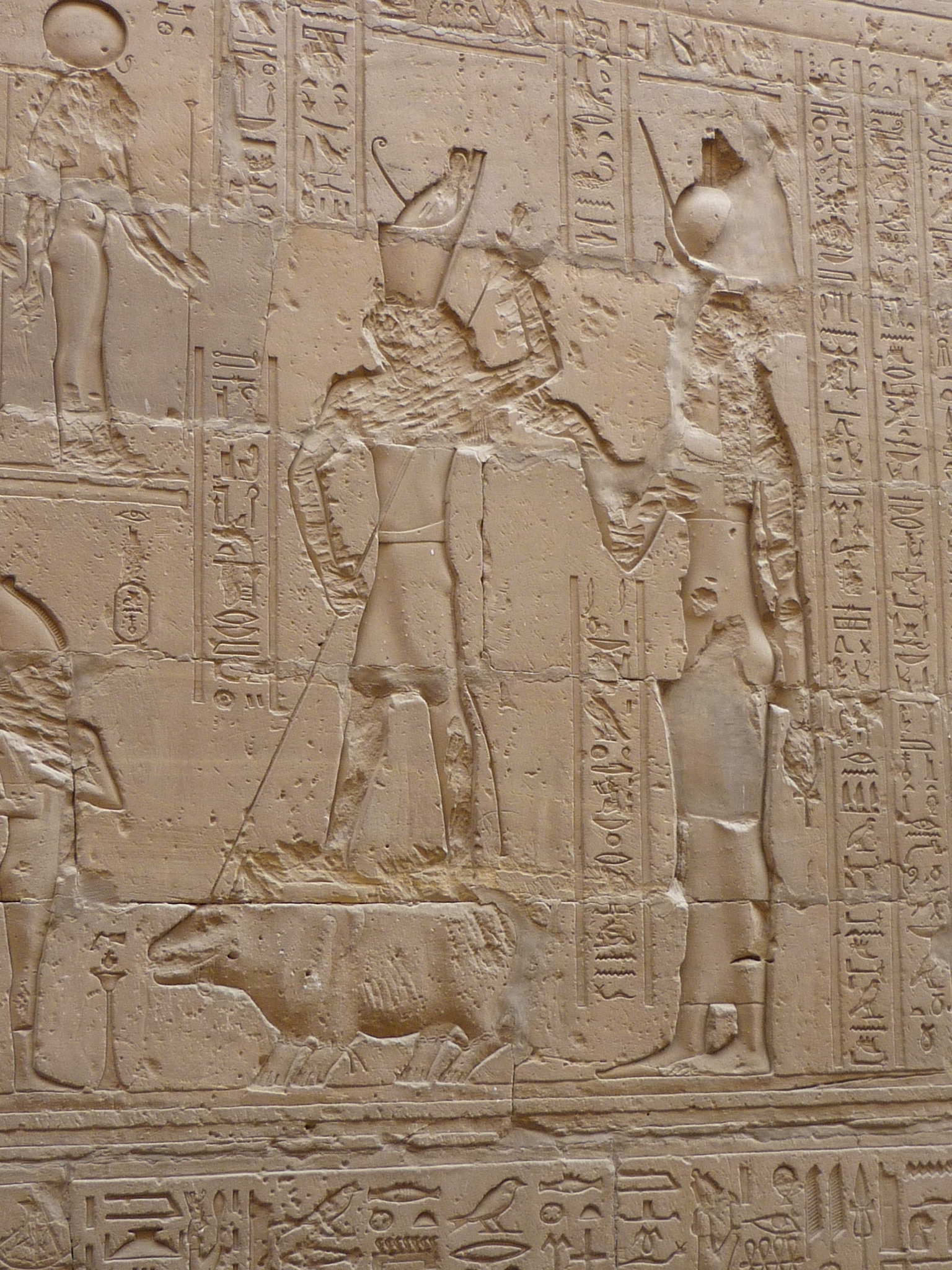
이시스가 지켜보는 가운데, 하마 형태로 나타난 세트를 호루스가 창으로 찌른다.

신성한 싸움은 많은 에피소드를 포함한다. "싸움"은 두 신이 분쟁을 중재하기 위해 다른 여러 신들에게 호소하고, 승자를 결정하기 위해 보트 경주나 하마 형태의 싸움과 같은 다양한 종류의 시합에서 경쟁하는 것을 묘사한다. 이 기록에서 호루스는 반복적으로 세트를 물리치고 대부분의 다른 신들의 지지를 받는다. 그러나 재판관인 창조신이 세트를 편애하기 때문에 분쟁은 80년 동안 계속된다. 후대의 의례 문헌에서는 이 갈등이 두 신의 추종자들이 총집결한 대규모 전투로 묘사된다. 신성한 영역에서의 싸움은 두 싸움꾼을 넘어 확장된다. 한 시점에서 이시스는 아들과 전투 중인 세트에게 작살을 던지려 하지만, 실수로 호루스를 맞추고, 호루스는 격노하여 이시스의 머리를 잘라버린다. 토트는 이시스의 머리를 소의 머리로 교체하는데, 이 이야기는 이시스가 흔히 착용하는 소뿔 머리 장식의 신화적 기원을 제공한다.
갈등의 주요 에피소드 중 하나는 싸움꾼들이 서로에게 가하는 불구이다. 호루스는 세트의 고환을 다치게 하거나 훔치고, 세트는 호루스의 눈 하나 또는 때로는 두 눈 모두를 손상시키거나 뽑아낸다. 때로는 눈이 조각조각 찢어지기도 한다. 세트의 불구는 남성다움과 힘의 상실을 의미한다. 호루스의 눈을 제거하는 것은 훨씬 더 중요한데, 이 도난당한 호루스의 눈은 이집트 종교에서 다양한 개념을 나타내기 때문이다. 호루스의 주요 역할 중 하나는 하늘의 신이며, 이 때문에 그의 오른쪽 눈은 태양으로, 왼쪽 눈은 달로 여겨졌다. 따라서 호루스의 눈이 도난당하거나 파괴되는 것은 달의 주기 동안 또는 월식 동안 달이 어두워지는 것과 동일시된다. 호루스는 잃어버린 눈을 되찾을 수도 있고, 이시스, 토트, 하토르를 포함한 다른 신들이 그를 위해 눈을 되찾거나 치유해 줄 수도 있다. 이집트학자 헤르만 테 벨데는 고환을 잃어버리는 전통이 세트가 호루스에게 정액을 잃어버리는 이야기의 후기 변형이며, 세트가 임신한 후 그의 이마에 나타나는 달 같은 원반이 호루스의 눈이라고 주장한다. 만약 그렇다면, 불구와 성적 학대 에피소드는 하나의 이야기를 형성하며, 세트가 호루스를 공격하고 정액을 잃고, 호루스가 반격하여 세트를 임신시키며, 세트의 머리에 호루스의 눈이 나타날 때 그가 호루스의 눈을 소유하게 된다. 토트가 다른 기능 외에도 달의 신이기 때문에, 테 벨데에 따르면 토트가 눈의 형태로 나타나 다투는 신들 사이를 중재하는 것이 합당할 것이다.
어떤 경우든, 호루스의 눈이 완전하게 복원되는 것은 달이 완전히 밝아지는 것, 왕권이 호루스에게 돌아오는 것, 그리고 마트의 다른 많은 측면들을 나타낸다. 때로는 호루스의 눈 복원과 함께 세트의 고환도 복원되어, 두 신 모두 갈등이 끝날 무렵 온전하게 된다.

### 해결
신화의 다른 많은 부분과 마찬가지로, 해결도 복잡하고 다양하다. 종종 호루스와 세트는 영역을 나누어 통치한다. 이러한 분할은 이집트인들이 그들의 세계에서 보았던 여러 근본적인 이원론 중 하나와 동일시될 수 있다. 호루스는 이집트 문명의 핵심인 나일강 주변의 비옥한 땅을 받을 수 있으며, 이 경우 세트는 황량한 사막이나 그와 관련된 이국적인 땅을 차지한다. 호루스는 지상을 통치하고 세트는 하늘에 거주할 수 있으며, 각 신은 나라의 두 전통적인 반쪽인 상 이집트와 하 이집트 중 하나를 차지할 수 있으며, 이 경우 어느 신이든 어느 지역과도 연결될 수 있다. 그러나 멤피스 신학에서는 재판관으로서 게브가 처음에는 청구인들 사이에 영역을 배분했다가 나중에 번복하여 호루스에게 단독 통치권을 부여한다. 이 평화로운 연합에서 호루스와 세트는 화해하고, 그들이 대표하는 이원론은 통합된 전체로 해결된다. 이 해결을 통해 혼란스러운 갈등 이후 질서가 회복된다.
신화의 결말에 대한 다른 견해는 호루스의 단독 승리에 초점을 맞춘다. 이 버전에서는 세트가 경쟁자와 화해하지 않고 완전히 패배하며, 때로는 이집트에서 추방되거나 심지어 파괴되기도 한다. 그의 패배와 굴욕은 이집트 역사 후기 시대의 자료에서 더욱 두드러지는데, 이 시기에는 그가 혼돈과 악과 점점 더 동일시되었고, 이집트인들은 더 이상 그를 자연 질서의 필수적인 부분으로 보지 않았다.
신들 사이의 큰 축하 속에서 호루스는 왕위를 차지하고, 이집트는 마침내 정당한 왕을 갖게 된다. 세트가 잘못했다는 신성한 결정은 오시리스의 살해로 인한 불의를 바로잡고, 죽음 이후 그의 복원 과정을 완료한다. 때때로 세트는 자신의 처벌의 일부로 오시리스의 시신을 무덤으로 옮기도록 강요받기도 한다. 새로운 왕은 아버지에게 장례 의식을 치르고 그를 지탱하기 위한 음식 공물을 바치는데—종종 호루스의 눈을 포함하며, 이 경우 호루스의 눈은 생명과 풍요를 상징한다. 일부 자료에 따르면, 이러한 행위를 통해서만 오시리스는 사후세계에서 완전히 살아나 죽은 자들의 왕으로서 자신의 자리를 차지할 수 있으며, 이는 살아있는 자들의 왕으로서 아들의 역할과 병행한다. 이후 오시리스는 자신의 부활과 유사한, 매년 작물이 자라는 것과 같은 죽음과 재생의 자연적인 순환과 깊이 연관된다.

## 기원
오시리스 신화가 피라미드 텍스트에 처음 나타나듯이, 그 본질적인 특징 대부분은 텍스트가 기록되기 전에 형성되었음에 틀림없다. 이야기의 개별적인 부분들—오시리스의 죽음과 부활, 호루스의 어린 시절, 그리고 호루스와 세트의 갈등—은 원래 독립적인 신화적 에피소드였을 수도 있다. 만약 그렇다면, 이 부분들은 피라미드 텍스트가 느슨하게 연결하는 시점까지 단일한 이야기로 합쳐지기 시작했을 것이다. 어쨌든 이 신화는 다양한 영향에서 영감을 받았다. 이야기의 대부분은 종교적 사상과 이집트 사회의 일반적인 특성, 즉 왕권의 신성한 본질, 한 왕에서 다른 왕으로의 계승, 마트를 유지하기 위한 투쟁, 그리고 죽음을 극복하기 위한 노력에 기반을 둔다. 예를 들어, 이시스와 네프티스가 죽은 형제를 애도하는 모습은 의례화된 애도의 초기 전통을 나타낼 수 있다.
그러나 중요한 이견들이 있다. 오시리스의 기원에 대해서는 많은 논쟁이 있으며, 그의 죽음 신화의 근거 또한 다소 불확실하다. 영향력 있는 가설 중 하나는 인류학자 제임스 프레이저가 1906년에 제시한 것으로, 그는 오시리스가 다른 고대 근동의 "죽고 부활하는 신"들과 마찬가지로 원래 식물의 의인화였다고 말했다. 따라서 그의 죽음과 부활은 식물의 연간 죽음과 재생에 기반을 두었다는 것이다. 많은 이집트학자들이 이 설명을 받아들였다. 그러나 20세기 후반, 오시리스와 그의 신화를 광범위하게 연구한 J. 그윈 그리피스는 오시리스가 원래 죽은 자들의 신성한 통치자였으며, 식물과의 연결은 이차적인 발전이었다고 주장했다. 한편, 일부 비교종교학 학자들은 "죽고 부활하는 신"이라는 포괄적인 개념, 또는 적어도 프레이저의 모든 신들이 동일한 패턴에 밀접하게 들어맞는다는 가정에 비판을 제기했다. 최근에는 이집트학자 로잘리 데이비드가 오시리스가 원래 "[나일강] 범람 후 나무와 식물의 연간 재생을 의인화했다"고 주장한다.

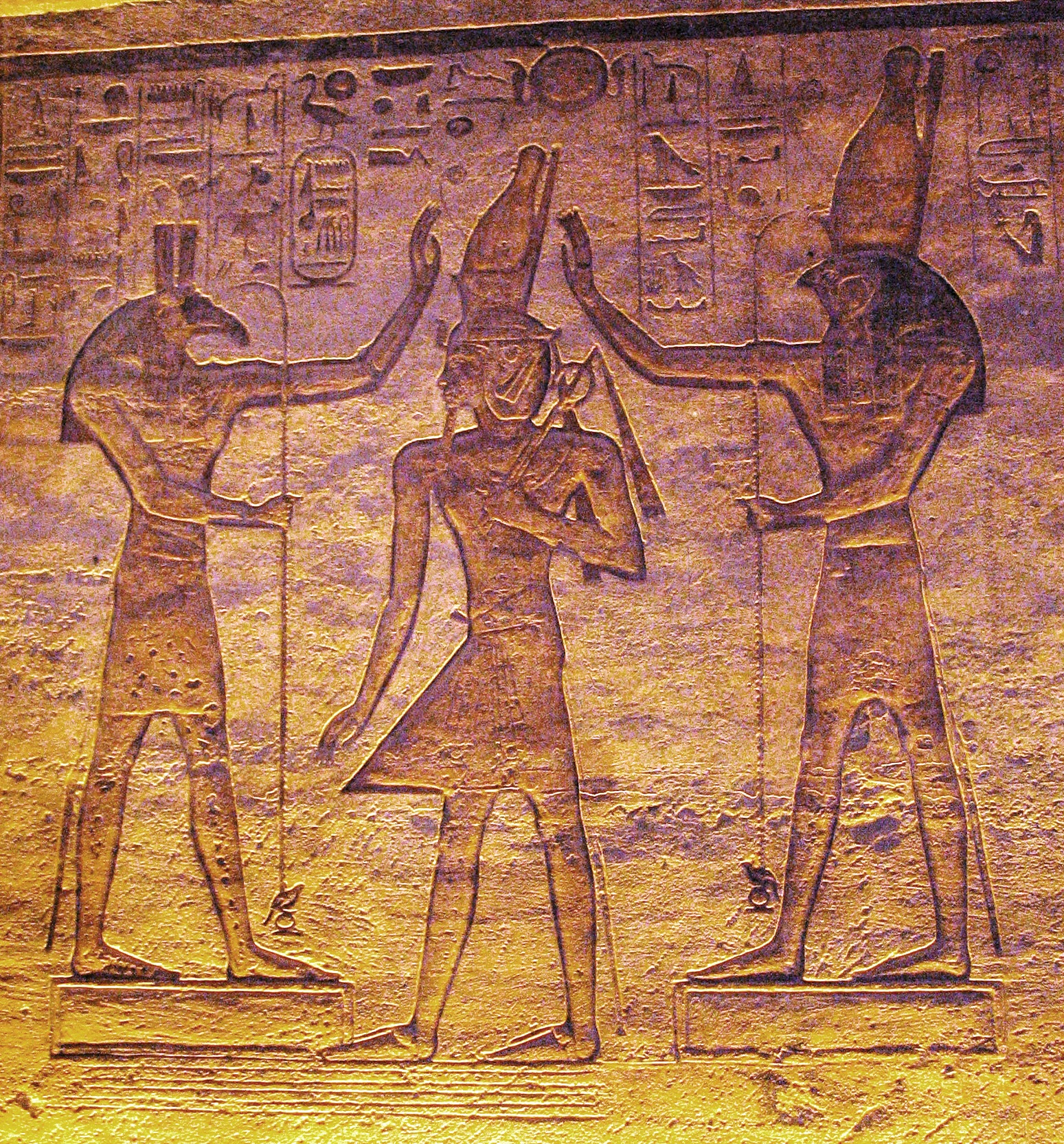
왕의 지지자로서의 호루스와 세트

또 다른 지속적인 논쟁은 호루스와 세트의 대립에 관한 것으로, 이집트학자들은 종종 이를 이집트 역사나 선사 시대 초기 정치적 사건과 연결하려 시도했다. 싸움꾼들이 왕국을 나누는 경우, 그리고 호루스와 세트의 짝이 상 이집트와 하 이집트의 통합과 자주 연관되는 것은 두 신이 국가 내부의 어떤 종류의 분열을 나타낸다는 것을 시사한다. 이집트 전통과 고고학적 증거에 따르면 이집트는 역사 초기에 남쪽의 상 이집트 왕국이 북쪽의 하 이집트를 정복하면서 통일되었다. 상 이집트 통치자들은 스스로를 "호루스의 추종자"라고 불렀으며, 호루스는 통일된 국가와 그 왕들의 수호신이 되었다. 그러나 호루스와 세트가 국가의 두 반쪽과 쉽게 동일시될 수는 없다. 두 신 모두 각 지역에 여러 숭배 중심지를 가지고 있었고, 호루스는 종종 하 이집트와, 세트는 상 이집트와 연관된다. 이러한 불일치에 대한 잘 알려진 설명 중 하나는 쿠르트 제테가 1930년에 제안했다. 그는 오시리스가 원래 선사 시대에 통일 이집트의 인간 통치자였으나, 상 이집트 세트 숭배자들의 반란이 있었다고 주장했다. 그 후 하 이집트 호루스 추종자들이 강제로 땅을 재통일하여 호루스의 승리 신화를 탄생시켰고, 이집트 초기왕조 시작 무렵에는 호루스 숭배자들이 이끄는 상 이집트가 다시 두각을 나타냈다.
20세기 후반, 그리피스는 호루스와 세트가 형제이자 삼촌-조카로 일관되지 않게 묘사되는 점에 주목했다. 그는 이집트 신화의 초기 단계에서 형제이자 동등한 존재로서의 호루스와 세트 간의 싸움이 원래 오시리스의 살해와 별개였다고 주장했다. 두 이야기는 피라미드 텍스트가 쓰여지기 전 어느 시점에 단일 오시리스 신화로 합쳐졌다. 이러한 병합으로 인해 관련 신들의 계보와 호루스-세트 갈등의 특징이 바뀌어 호루스가 오시리스의 죽음을 복수하는 아들이자 상속자가 되었다. 독립적인 전통의 흔적은 싸움꾼들 관계의 모순된 특징과 오시리스 신화와 관련 없는 텍스트에 남아 있는데, 이 텍스트들은 호루스를 이시스와 오시리스의 아들이 아니라 여신 누트나 하토르의 아들로 묘사한다. 그리피스는 따라서 오시리스 살해가 역사적 사건에 뿌리를 두었다는 가능성을 거부했다. 이 가설은 얀 아스만과 조지 하트와 같은 최근 학자들에게 받아들여졌다.
그리피스는 호루스-세트 라이벌 관계의 역사적 기원을 찾았고, 이를 설명하기 위해 세트의 이론과 유사하게 호루스 숭배자들에 의한 이집트의 두 가지 독립적인 선왕조 통합을 가정했다. 그러나 이 문제는 여전히 해결되지 않았는데, 부분적으로는 호루스와 세트에 대한 다른 정치적 연관성이 그림을 더욱 복잡하게 만들기 때문이다. 상이집트조차 단일 통치자가 있기 전, 상이집트의 주요 도시 두 곳은 최남단의 네켄과 북쪽으로 수 마일 떨어진 나카다였다. 호루스가 수호신이었던 네켄의 통치자들이 나카다를 포함한 상이집트를 통일했다고 일반적으로 믿어진다. 세트는 나카다와 연관되어 있었으므로, 신성한 갈등이 먼 과거의 도시들 간의 적대감을 희미하게 반영할 수 있다. 훨씬 후, 이집트 제2왕조 말기(기원전 2890–2686년경), 페리브센 왕은 전통적인 호루스를 나타내는 매 상형문자 대신 세트 동물을 사용하여 세레크 이름을 썼다. 그의 후계자인 카세켐위는 세레크를 쓸 때 호루스와 세트를 모두 사용했다. 이러한 증거는 제2왕조가 호루스-왕의 추종자들과 페리브센이 이끄는 세트 숭배자들 간의 충돌을 겪었을 것이라는 추측을 불러일으켰다. 카세켐위가 두 동물의 상징을 사용한 것은 신화의 해결처럼 두 세력의 화해를 나타낼 것이다.
이러한 사건들을 둘러싼 불확실성을 언급하며 헤르만 테 벨데는 갈등의 역사적 뿌리가 신화를 이해하는 데 크게 유용하기에는 너무 모호하며, 종교적 의미만큼 중요하지 않다고 주장한다. 그는 "호루스와 세트 신화의 기원은 선사 시대 종교 전통의 안개 속에 갇혀 있다"고 말한다.

## 영향
오시리스 신화가 이집트 문화에 미친 영향은 다른 어떤 신화보다 크고 광범위했다. 문학에서 이 신화는 "싸움"과 같은 재해석의 기반이 되었을 뿐만 아니라, 더 멀리 관련된 이야기들의 기반도 제공했다. 인간 주인공이 등장하는 민담인 "두 형제의 이야기"는 오시리스 신화와 유사한 요소들을 포함한다. 한 인물의 남근이 물고기에게 먹히고, 그는 나중에 죽었다가 부활한다. 또 다른 이야기인 "진실과 거짓의 이야기"는 호루스와 세트의 갈등을 알레고리로 각색하여, 등장인물들이 개념과 관련된 신들이 아니라 진실과 거짓의 직접적인 의인화이다.

### 오시리스와 장례 의식

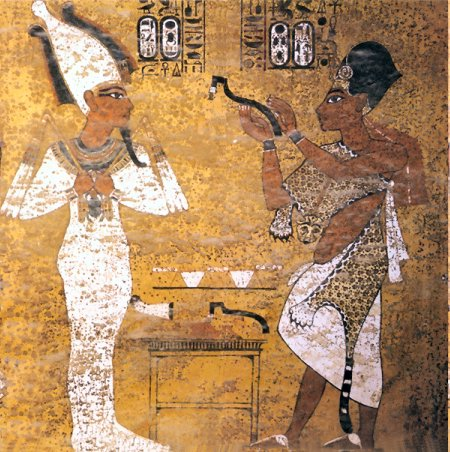
핵심 장례 의식인 입 벌리기 의식이 투탕카멘을 위해 그의 후계자 아이에 의해 수행되었다. 사망한 왕은 호루스가 이 의식을 수행했다고 여겨지는 오시리스의 역할을 맡는다.

적어도 피라미드 텍스트 시대부터 왕들은 죽은 후 오시리스의 생명 회복과 죽은 자들의 영역을 다스리는 그의 통치를 모방할 수 있기를 바랐다. 이집트 중왕국 초기(기원전 2055–1650년경)에 이르러서는 왕족이 아닌 이집트인들도 오시리스를 숭배하고 그의 신화에 부분적으로 기반을 둔 장례 의식을 받음으로써 자신들도 오시리스처럼 죽음을 극복할 수 있다고 믿었다. 그리하여 오시리스는 이집트에서 가장 중요한 사후세계 신이 되었다. 이 신화는 또한 이집트 신왕국 시대에 중요하게 부상한, 덕 있는 사람만이 사후세계에 도달할 수 있다는 개념에도 영향을 미쳤다. 집결한 신들이 오시리스와 호루스가 옳다고 판결하여 오시리스의 죽음으로 인한 불의를 되돌렸듯이, 망자의 영혼도 그들의 죽음을 되돌리기 위해서는 의롭다고 판단되어야 했다. 죽은 자의 땅의 통치자이자 마트와 연결된 신으로서 오시리스는 이 사후 재판의 재판관이 되어, 그의 본보기를 따른 이들에게 사후 생명을 제공했다. 암두아트와 관문의 서와 같은 이집트 신왕국 시대의 장례 문서들은 라 자신을 죽은 영혼에 비유한다. 이 문서들에서 그는 두아트를 여행하며 오시리스와 결합하여 새벽에 다시 태어난다. 따라서 오시리스는 죽은 자들의 환생을 가능하게 할 뿐만 아니라, 생명의 원천이자 마트인 태양을 갱신하고, 그리하여 세계 자체를 갱신한다고 믿어졌다.
오시리스의 중요성이 커지면서 그의 인기도 높아졌다. 이집트 중왕국 후기에는 오시리스의 주요 숭배 중심지인 아비도스 시 근처에 있던 제르 (파라오) 왕의 수백 년 된 무덤이 오시리스의 무덤으로 여겨졌다. 이에 따라 그곳은 오시리스 숭배의 주요 중심지가 되었다. 이후 1,500년 동안 매년 축제 행렬이 오시리스의 주 신전에서 무덤 터까지 이동했다. 이집트 전역의 왕들과 평민들은 행렬 길 근처에 기념비 역할을 하는 예배당을 지었다. 그렇게 함으로써 그들은 사후세계에서 오시리스와의 연결을 강화하고자 했다.
또 다른 주요 장례 축제인 이집트력 코이아크 달에 며칠에 걸쳐 열리는 전국적인 행사는 이집트 중왕국 동안 오시리스와 연결되었다. 코이아크 동안 오시리스의 상징인 제드 기둥이 의례적으로 세워져 오시리스의 복원을 상징했다. 프톨레마이오스 왕국 시대(기원전 305-30년)에는 코이아크 축제에 "오시리스 침대"에 씨앗을 심는 행위도 포함되었는데, 이는 미라 모양의 흙 침대로 오시리스의 부활을 식물의 계절적 성장과 연결시켰다.

### 호루스, 호루스의 눈, 그리고 왕권
신화의 종교적 중요성은 장례 영역을 넘어섰다. 가족이나 고용된 사제들이 망자에게 음식을 바치는 제물 의식은 호루스의 눈을 오시리스에게 바치는 신화적 행위와 논리적으로 연결되었다. 유추를 통해 이 신화의 에피소드는 결국 인간과 신성한 영역의 존재 사이의 다른 상호 작용과 동일시되었다. 신전 제물 의식에서 집전 사제는 호루스의 역할을 맡았고, 신에게 바치는 선물은 호루스의 눈이 되었으며, 이 선물을 받는 신은 일시적으로 오시리스와 동일시되었다.
이 신화는 대중 종교에도 영향을 미쳤다. 한 가지 예는 호루스의 어린 시절을 기반으로 한 마법 치유 주문이다. 또 다른 예는 개인 액막이 부적에 호루스의 눈을 보호 상징으로 사용하는 것이다. 그 신화적 복원은 이 목적에 적합하여, 일반적인 행복의 상징이 되었다.
살아있는 왕을 둘러싼 이념 또한 오시리스 신화의 영향을 받았다. 이집트인들은 오시리스 신화의 사건들이 이집트의 아득한 선사 시대에 일어났다고 상상했으며, 오시리스, 호루스, 그리고 그들의 신성한 선대자들은 토리노 파피루스와 같은 이집트의 과거 왕 목록에 포함되었다. 호루스는 원시 왕이자 왕권의 의인화로서 모든 이집트 통치자들의 선대자이자 모범으로 여겨졌다. 아버지의 왕위를 계승하고 그의 영혼을 사후세계에서 지탱하기 위한 그의 경건한 행동은 모든 파라오 왕위 계승이 본받아야 할 모델이었다. 각 새로운 왕은 호루스가 그랬듯이 이전 왕의 죽음 이후 마트를 갱신한다고 믿어졌다. 왕실 즉위식에서는 오시리스의 매장을 암시하는 의식이 거행되었고, 새 왕의 즉위는 호루스 자신의 즉위와 동일하게 찬양되었다.

### 세트
오시리스 신화는 세트를 파괴적이고 해로운 신으로 자주 특징짓는 데 기여했다. 비록 이집트 전통의 다른 요소들이 세트에게 긍정적인 특성을 부여했지만, 오시리스 신화에서는 그의 성격의 불길한 측면이 지배적이다. 그와 호루스는 종종 예술에서 선과 악, 지성과 본능, 그리고 신화에서 그들이 다스리는 세계의 다른 지역과 같은 반대 원리를 나타내기 위해 병치되었다. 이집트 지혜 문헌은 이상적인 사람의 성격을 반대 유형—고요하고 현명한 "침묵하는 자"와 충동적이고 파괴적인 "열혈한"—과 대조하며, 이 두 인물에 대한 한 설명은 그들을 호루스 유형과 세트 유형이라고 부른다. 그러나 두 신은 종종 조화로운 전체의 일부로 취급되었다. 일부 지역 숭배에서는 그들이 함께 숭배되었고, 예술에서는 종종 국가의 단합을 상징하기 위해 상 이집트와 하 이집트의 상징을 함께 묶는 모습으로 나타났으며, 장례 문헌에서는 호루스와 세트의 머리를 가진 단일 신으로 나타나, 두아트의 신비롭고 포괄적인 본질을 나타내는 것으로 보인다.
전반적으로 세트는 양가적으로 여겨졌으나, 기원전 1000년대 동안 그는 완전히 악의적인 신으로 간주되기 시작했다. 이러한 변화는 오시리스 신화보다는 그가 이국적인 땅과 연관되었기 때문에 더 촉발되었다. 그럼에도 불구하고, 이 후기 시대에는 세트를 의례적으로 소멸시키는 광범위한 신전 의식들이 종종 신화와 연결되었다.

### 이시스, 네프티스, 그리고 그리스-로마 세계
이시스와 네프티스 모두 오시리스의 시신을 보호하고 복원한 덕분에 사후세계에서 죽은 자들의 수호자로 여겨졌다. 이시스와 네프티스가 오시리스 또는 망자의 미라를 보호하는 모티프는 장례 예술에서 매우 흔했다. 코이아크 축제는 그들의 살해당한 오빠를 위한 이시스와 네프티스의 애도, 복원, 부활을 언급하고 의례적으로 재현했을 수도 있다. 호루스의 어머니로서 이시스는 왕실 이념에 따라 모든 왕의 어머니였으며, 왕들은 신성한 정당성을 상징하는 의미에서 그녀의 젖가슴에서 젖을 먹었다고 전해진다. 대중에게 그녀의 매력은 마법 치유 주문에서 예시된 그녀의 보호적인 성격에 기반을 두었다. 후기 시대에는 그녀에게 더욱 큰 마법 능력이 부여되었고, 그녀의 모성애적 헌신이 모든 이에게 미친다고 믿어졌다. 로마 시대에 이르러 그녀는 이집트에서 가장 중요한 여신이 되었다. 아기를 안고 있는 여신의 이미지는 그녀의 숭배에서 두드러지게 사용되었다. 예를 들어, 그녀에게 헌정된 가정 제단에 사용된 패널화에서 그러했다. 이 그림들에서 이시스의 도상학은 기독교 최초의 이콘인 마리아가 예수를 안고 있는 모습과 밀접하게 유사하며 영향을 주었을 수도 있다.
기원전 후반 수세기 동안, 이시스 숭배는 이집트에서 지중해 세계 전역으로 퍼져 나갔고, 그녀는 그 지역에서 가장 인기 있는 신들 중 하나가 되었다. 비록 이 새롭고 다문화적인 형태의 이시스가 다른 많은 신들의 특성을 흡수했지만, 아내이자 어머니로서의 그녀의 본래 신화적 본질은 그녀의 매력에 핵심적인 역할을 했다. 호루스와 오시리스는 그녀의 이야기의 중심 인물이었으므로, 그녀와 함께 퍼져나갔다. 그리스-로마 이시스 숭배는 이전의 그리스-로마 밀의 의식에 기반을 두었지만 이집트의 사후세계 신념에 영향을 받은 이시스 및 오시리스에게 헌정된 일련의 입문 의식을 발전시켰다. 입문자는 저승으로 내려가는 것을 시뮬레이션하는 경험을 거쳤다. 이 의식의 요소들은 이집트 장례 문헌에서 오시리스가 태양과 합쳐지는 것과 유사하다. 이시스의 그리스-로마 숭배자들은 이집트인들과 마찬가지로 그녀가 오시리스에게 그랬듯이 사후세계에서 죽은 자들을 보호한다고 믿었으며, 입문을 거치면 축복받은 사후세계가 보장된다고 말했다. 플루타르코스가 오시리스 신화에 대한 그의 설명을 쓴 것은 이시스의 그리스 사제에게였다.
플루타르코스와 같은 고전 작가들의 작품을 통해, 오시리스 신화에 대한 지식은 이집트 종교가 사라지고 신화를 기록하는 데 사용되었던 문자 체계에 대한 지식이 소실된 기원후 1000년대 중반 이후에도 보존되었다. 이 신화는 서양의 고대 이집트 인상에서 중요한 부분으로 남았다. 현대에 이르러 이집트 신념에 대한 이해가 원래 이집트 자료에 의해 알려지면서, 이 이야기는 소설 작품에서 학술적 추측, 그리고 신흥 종교 운동에 이르기까지 새로운 아이디어에 계속 영향을 미치고 영감을 준다.

### 인용
1. 1 2 3  Assmann 2001, 124쪽.
2. 1 2 3  Smith 2008, 2쪽.
3. 1 2 3  O'Connor 2009, 37–40쪽.
4. ↑  Griffiths 1970, 344–345쪽.
5. ↑  Tobin 1989, 21–25쪽.
6. ↑  Goebs 2002, 38–45쪽.
7. ↑  Tobin 1989, 22–23, 104쪽.
8. ↑  David 2002, 92–94쪽.
9. ↑  Griffiths 1980, 7–8, 41쪽.
10. ↑  Griffiths 1960, 1, 4–7쪽.
11. ↑  Pinch 2004, 15, 78쪽.
12. ↑  Griffiths 1980, 107, 233–234쪽.
13. ↑  Lichtheim 2006b, 81–85쪽.
14. ↑  Lichtheim 2006a, 51–57쪽.
15. ↑  David 2002, 86쪽.
16. ↑  David 2002, 156쪽.
17. ↑  Smith 2009, 54–55, 61–62쪽.
18. ↑  Pinch 2004, 18, 29, 39쪽.
19. ↑  Lichtheim 2006b, 197, 214쪽.
20. ↑  Redford 2001, 294쪽.
21. ↑  Redford 2001, 294–295쪽.
22. ↑  Pinch 2004, 34–35, 39–40쪽.
23. ↑  Griffiths 1970, 16–17쪽.
24. 1 2  Tobin 1989, 22쪽.
25. ↑  Pinch 2004, 41쪽.
26. ↑  Griffiths 1970, 51–52, 98쪽.
27. ↑  Baines 1996, 370쪽.
28. ↑  Pinch 2004, 75–78쪽.
29. ↑  Pinch 2004, 159–160, 178–179쪽.
30. ↑  te Velde 1967, 81–83쪽.
31. ↑  Pinch 2004, 78쪽.
32. ↑  Pinch 2004, 6, 78쪽.
33. ↑  Griffiths 1960, 6쪽.
34. 1 2  Griffiths 2001, 615–619쪽.
35. 1 2 3  Meltzer 2001, 120쪽.
36. 1 2 3 4 5 6  Pinch 2004, 79–80쪽.
37. ↑  Meeks & Favard-Meeks 1996, 37쪽.
38. 1 2  Griffiths 1980, 49–50쪽.
39. ↑  Wilkinson 2003, 147–148쪽.
40. ↑  Tobin 2001, 466쪽.
41. ↑  Pinch 2004, 178–179쪽.
42. ↑  Tobin 1989, 110–112쪽.
43. ↑  Pinch 2004, 80–81, 178–179쪽.
44. ↑  Faulkner 1973, 218–219쪽.
45. ↑  Assmann 2001, 129–130쪽.
46. ↑  Griffiths 1970, 137–143, 319–322쪽.
47. ↑  Griffiths 1970, 145, 342–343쪽.
48. ↑  Griffiths 1970, 147, 337–338쪽.
49. 1 2  Hart 2005, 80–81쪽.
50. ↑  Griffiths 1970, 313쪽.
51. 1 2  Assmann 2001, 133쪽.
52. 1 2  Meeks & Favard-Meeks 1996, 82, 86–87쪽.
53. ↑  Baines 1996, 371–372쪽.
54. ↑  Meeks & Favard-Meeks 1996, 73쪽.
55. ↑  Pinch 2004, 39쪽.
56. ↑  Griffiths 1960, 50쪽.
57. ↑  Pinch 2004, 147, 149–150, 185쪽.
58. ↑  Griffiths 1960, 58–59쪽.
59. ↑  Griffiths 1960, 82쪽.
60. ↑  Assmann 2001, 135, 139–140쪽.
61. ↑  Griffiths 1960, 12–16쪽.
62. 1 2  Assmann 2001, 134–135쪽.
63. ↑  Lichtheim 2006b, 214–223쪽.
64. ↑  Hart 2005, 73쪽.
65. ↑  Pinch 2004, 83쪽.
66. ↑  Lichtheim 2006b, 218–219쪽.
67. ↑  Griffiths 2001, 188–190쪽.
68. 1 2  Pinch 2004, 82–83, 91쪽.
69. ↑  te Velde 1967, 42–43쪽.
70. ↑  te Velde 1967, 43–46, 58쪽.
71. ↑  Kaper 2001, 481쪽.
72. ↑  Griffiths 1960, 29쪽.
73. ↑  Pinch 2004, 131쪽.
74. ↑  te Velde 1967, 56–57쪽.
75. ↑  te Velde 1967, 59–63쪽.
76. ↑  Pinch 2004, 84쪽.
77. 1 2  te Velde 1967, 66–68쪽.
78. ↑  Meeks & Favard-Meeks 1996, 29쪽.
79. 1 2  Assmann 2001, 141–144쪽.
80. 1 2  Smith 2008, 3쪽.
81. ↑  te Velde 1967, 97–98쪽.
82. ↑  Assmann 2001, 49–50, 144–145쪽.
83. ↑  Pinch 2004, 84, 179쪽.
84. 1 2  te Velde 1967, 76–80쪽.
85. ↑  Griffiths 1980, 185–186, 206쪽.
86. ↑  Tobin 1989, 92쪽.
87. ↑  Tobin 1989, 120쪽.
88. ↑  Griffiths 1980, 5–6쪽.
89. 1 2  Mettinger 2001, 15–18, 40–41쪽.
90. ↑  Griffiths 1980, 158–162, 185쪽.
91. ↑  David 2002, 157쪽.
92. ↑  Griffiths 1960, 131, 145–146쪽.
93. ↑  Griffiths 1980, 14–17쪽.
94. ↑  Hart 2005, 72쪽.
95. ↑  Griffiths 1960, 141–142쪽.
96. ↑  David 2002, 160쪽.
97. 1 2  Baines 1996, 372–374쪽.
98. ↑  Lichtheim 2006b, 206–209쪽.
99. ↑  Roth 2001, 605–608쪽.
100. ↑  David 2002, 154, 158쪽.
101. ↑  Griffiths 1980, 181–184, 234–235쪽.
102. ↑  Griffiths 1975, 303–304쪽.
103. ↑  Assmann 2001, 77–80쪽.
104. ↑  O'Connor 2009, 90–91, 114, 122쪽.
105. ↑  O'Connor 2009, 92–96쪽.
106. ↑  Graindorge 2001, 305–307쪽, vol. III.
107. ↑  Mettinger 2001, 169–171쪽.
108. ↑  Assmann 2001, 49–50쪽.
109. ↑  Meltzer 2001, 122쪽.
110. ↑  Meeks & Favard-Meeks 1996, 29–32쪽.
111. ↑  Pinch 2004, 84–87, 143쪽.
112. 1 2  te Velde 1967, 137–142쪽.
113. ↑  Englund 1989, 77–79, 81–83쪽.
114. ↑  Pinch 2004, 193–194쪽.
115. ↑  Pinch 2004, 171쪽.
116. ↑  Wilkinson 2003, 160쪽.
117. ↑  Smith 2009, 96–99쪽.
118. ↑  Assmann 2001, 134쪽.
119. ↑  Wilkinson 2003, 146쪽.
120. ↑  Mathews & Muller 2005, 5–9쪽.
121. ↑  David 2002, 326–327쪽.
122. ↑  Bremmer 2014, 116, 123쪽.
123. ↑  Griffiths 1975, 296–298, 303–306쪽.
124. ↑  Brenk 2009, 228–229쪽.
125. ↑  Bremmer 2014, 121–122쪽.
126. ↑  Griffiths 1970, 16, 45쪽.
127. ↑  Pinch 2004, 45–47쪽.

### 참고 문헌
- Assmann, Jan (2001) [German edition 1984]. 《The Search for God in Ancient Egypt》. Translated by David Lorton. 코넬 대학교 출판부. ISBN 978-0-8014-3786-1.
- Baines, John (1996). 〈Myth and Literature〉.   Loprieno, Antonio. 《Ancient Egyptian Literature: History and Forms》. Cornell University Press. 361–377쪽. ISBN 978-90-04-09925-8.
- Bremmer, Jan N. (2014). 《Initiation into the Mysteries of the Ancient World》. Walter de Gruyter. ISBN 978-3-11-029955-7.
- Brenk, Frederick (2009). 〈'Great Royal Spouse Who Protects Her Brother Osiris': Isis in the Isaeum at Pompeii〉.   Casadio, Giovanni; Johnston, Patricia A. 《Mystic Cults in Magna Graecia》. University of Texas Press. 217–234쪽. ISBN 978-0-292-71902-6.
- David, Rosalie (2002). 《Religion and Magic in Ancient Egypt》. Penguin. ISBN 978-0-14-026252-0.
- Englund, Gertie (1989). 〈The Treatment of Opposites in Temple Thinking and Wisdom Literature〉.   Englund, Gertie. 《The Religion of the Ancient Egyptians: Cognitive Structures and Popular Expressions》. S. Academiae Ubsaliensis. 77–87쪽. ISBN 978-91-554-2433-6.
- Faulkner, Raymond O. (August 1973). 《'The Pregnancy of Isis', a Rejoinder》. 《The Journal of Egyptian Archaeology》 59. 218–219쪽. doi:10.2307/3856116. JSTOR 3856116.
- Goebs, Katja (2002). 《A Functional Approach to Egyptian Myth and Mythemes》. 《Journal of Ancient Near Eastern Religions》 2. 27–59쪽. doi:10.1163/156921202762733879.
- Graindorge, Catherine (2001). 〈Sokar〉.   Redford, Donald B. 《The Oxford Encyclopedia of Ancient Egypt》 3. Oxford University Press. 305–307쪽. ISBN 978-0-19-510234-5.
- Griffiths, J. Gwyn (1960). 《The Conflict of Horus and Seth》. Liverpool University Press.
- Griffiths, J. Gwyn, 편집. (1970). 《Plutarch's De Iside et Osiride》. University of Wales Press.
- Griffiths, J. Gwyn, 편집. (1975). 《Apuleius, the Isis-book (Metamorphoses, book XI)》. E. J. Brill. ISBN 978-90-04-04270-4.
- Griffiths, J. Gwyn (1980). 《The Origins of Osiris and His Cult》. E. J. Brill. ISBN 978-90-04-06096-8.
- Griffiths, J. Gwyn (2001). 〈Osiris〉.   Redford, Donald B. 《The Oxford Encyclopedia of Ancient Egypt》 2. Oxford University Press. 615–619쪽. ISBN 978-0-19-510234-5.
- Hart, George (2005). 《The Routledge Dictionary of Egyptian Gods and Goddesses, Second Edition》. Routledge. ISBN 978-0-203-02362-4.
- Kaper, Olaf E. (2001). 〈Myths: Lunar Cycle〉.   Redford, Donald B. 《The Oxford Encyclopedia of Ancient Egypt》 2. Oxford University Press. 480–482쪽. ISBN 978-0-19-510234-5.
- Lichtheim, Miriam (2006a) [First edition 1973]. 《Ancient Egyptian Literature, Volume I: The Old and Middle Kingdoms》. University of California Press. ISBN 978-0-520-24842-7.
- Lichtheim, Miriam (2006b) [First edition 1976]. 《Ancient Egyptian Literature, Volume II: The New Kingdom》. University of California Press. ISBN 978-0-520-24843-4.
- Mathews, Thomas F.; Muller, Norman (2005). 〈Isis and Mary in Early Icons〉.   Vassiliaki, Maria. 《Images of the Mother of God: Perceptions of the Theotokos in Byzantium》. Ashgate Publishing. 3–11쪽. ISBN 978-0-7546-3603-8.
- Meeks, Dimitri; Favard-Meeks, Christine (1996) [French 1993]. 《Daily Life of the Egyptian Gods》. Translated by G. M. Goshgarian. Cornell University Press. ISBN 978-0-8014-8248-9.
- Meltzer, Edmund S. (2001). 〈Horus〉.   Redford, Donald B. 《The Oxford Encyclopedia of Ancient Egypt》 2. Oxford University Press. 119–122쪽. ISBN 978-0-19-510234-5.
- Mettinger, Tryggve N. D. (2001). 《The Riddle of Resurrection: "Dying and Rising Gods" in the Ancient Near East》. Almqvist & Wiksell. ISBN 978-91-22-01945-9.
- O'Connor, David (2009). 《Abydos: Egypt's First Pharaohs and the Cult of Osiris》. Thames & Hudson. ISBN 978-0-500-39030-6.
- Pinch, Geraldine (2004) [First edition 2002]. 《Egyptian Mythology: A Guide to the Gods, Goddesses, and Traditions of Ancient Egypt》. Oxford University Press. ISBN 978-0-19-517024-5.
- Redford, Donald B. (2001). 〈The Contendings of Horus and Seth〉.   Redford, Donald B. 《The Oxford Encyclopedia of Ancient Egypt》 1. Oxford University Press. 294–295쪽. ISBN 978-0-19-510234-5.
- Roth, Ann Macy (2001). 〈Opening of the Mouth〉.   Redford, Donald B. 《The Oxford Encyclopedia of Ancient Egypt》 2. Oxford University Press. 605–609쪽. ISBN 978-0-19-510234-5.
- Smith, Mark (2008). 〈Osiris and the Deceased〉.   Wendrich, Willeke. 《UCLA Encyclopedia of Egyptology》. Department of Near Eastern Languages and Cultures, UC Los Angeles. ISBN 978-0615214030. 2012년 6월 5일에 확인함.
- Smith, Mark (2009). 《Traversing Eternity: Texts for the Afterlife from Ptolemaic and Roman Egypt》. Oxford University Press. ISBN 978-0-19-815464-8.
- te Velde, Herman (1967). 《Seth, God of Confusion》. 번역 Baaren-Pape, G. E. van. E. J. Brill.
- Tobin, Vincent Arieh (1989). 《Theological Principles of Egyptian Religion》. P. Lang. ISBN 978-0-8204-1082-1.
- Tobin, Vincent Arieh (2001). 〈Myths: An Overview〉.   Redford, Donald B. 《The Oxford Encyclopedia of Ancient Egypt》 2. Oxford University Press. 464–469쪽. ISBN 978-0-19-510234-5.
- Wilkinson, Richard H. (2003). 《The Complete Gods and Goddesses of Ancient Egypt》. Thames & Hudson. ISBN 978-0-500-05120-7.

## 더 읽어보기
- Borghouts, J. F. (1978). 《Ancient Egyptian Magical Texts》. Brill. ISBN 978-90-04-05848-4.
- Broze, Michèle (1996). 《Mythe et roman en Egypte Ancienne: les aventures d'Horus et Seth dans le Papyrus Chester Beatty I》 (프랑스어). Peeters. ISBN 978-9068318906.